# Zbigniew Namysłowski
Zbigniew Jacek Namysłowski (ur. 9 września 1939 w Warszawie, zm. 7 lutego 2022) – polski saksofonista jazzowy, kompozytor i aranżer. Współpracował m.in. z Krzysztofem Komedą, Czesławem Niemenem, Władysławem „Adzikiem” Sendeckim, Michałem Urbaniakiem, Januszem Muniakiem, Krzysztofem Herdzinem i Leszkiem Możdżerem.

## Życiorys
Urodził się 9 września 1939 roku, wkrótce po wybuchu II wojny światowej, w pociągu ewakuującym jego rodziców z Warszawy do Wilna. Jego rodzice Kazimierz (1913–1944), komendant Legionu Młodych, i Maria z domu Żeromska (zm. 1944) zginęli podczas wojny. Wychowywała go później babka, z którą po wojnie powrócił do Warszawy. Następnie przeprowadził się do Krakowa, gdzie ukończył podstawową szkołę muzyczną (w klasie fortepianu). W 1954 roku przeniósł się z powrotem do Warszawy by w Liceum Muzycznym uczyć się gry na wiolonczeli. Tam też włączył się aktywnie w środowisko jazzowe. Swoją przygodę z jazzem rozpoczął w 1957 roku w Klubie Studenckim Hybrydy, potem wystąpił na drugim Festiwalu Muzyki Jazzowej w Sopocie. Grał m.in. z zespołami All Stars i Modern Combo. Początkowo fascynował go jazz tradycyjny – grał na puzonie w znanych polskich zespołach dixielandowych, był liderem grupy Modern Dixielanders. Potem odkrył jazz nowoczesny i rozpoczął karierę saksofonisty. Z zespołem The Wreckers Andrzeja Trzaskowskiego odbył w 1962 roku trasę koncertową po USA. W latach 60. XX w. grał we własnych zespołach: Jazz Rockers i Zbigniew Namysłowski Quartet. Brał też udział w nagrywaniu płyt innych artystów, m.in. Astigmatic Krzysztofa Komedy i Enigmatic Czesława Niemena.
Od 2012 roku prowadził złożony z z najzdolniejszych uczniów Wydziału Jazzu Państwowej Szkoły Muzycznej im. Fryderyka Chopina w Warszawie i Policealnego Studium Jazzu im. Henryka Majewskiego zespół Bednarska SuperBand. 
Od 1964 roku był członkiem (od 2018 członkiem honorowym) Stowarzyszenia Autorów ZAiKS. Laureat Nagrody Specjalnej (2016, 2018) i Nagrody 100-lecia ZAiKS-u (2018).
Był mężem Marii Małgorzaty z Ostaszewskich (ur. 1954).
Zmarł 7 lutego 2022 roku, pochowany na cmentarzu Powązkowskim (kwatera 195-1-7,8).

## Dyskografia
- Zbigniew Namysłowski Modern Jazz Quartet – Lola (1964, Decca)
- Krzysztof Komeda – Astigmatic (1966, Polskie Nagrania Muza)
- Zbigniew Namysłowski – Winobranie (1973, Polskie Nagrania Muza)
- Zbigniew Namysłowski Quintet – Kujaviak Goes Funky (1975, Polskie Nagrania Muza)
- Zbigniew Namyslowski Quartet – Live In Der Balver Höhle (1977, JG-Records)
- Zbigniew Namysłowski – Zbigniew Namysłowski (1977, Polskie Nagrania Muza)
- Zbigniew Namyslovski – Namyslovski (1978, Inner City Records)
- Guido Manusardi Quartet featuring Zbigniew Namysłowski – Namymanu (1978, Atlantic)
- Zbigniew Namyslowski Quartet – Jasmin Lady (1979, Vinyl Records)
- Zbigniew Namysłowski Air Condition – Follow Your Kite (1980, Polskie Nagrania Muza)
- Zbigniew Namysłowski – Air Condition (1981, Inner City Records)
- Zbigniew Namyslowski’s Air Condition – Plaka Nights (1984, CBS)
- László Gárdonyi, Zbigniew Namysłowski – Reggae For Zbiggy (1984, Krem)
- Zbigniew Namysłowski – Songs Of Innocence... (1987, East Wind Records)
- Zbigniew Namysłowski The Q – Open (1987, Polskie Nagrania Muza)
- Zbigniew Namysłowski The Q – Cy to blues cy nie blues (1989, Poljazz)
- Zbigniew Namysłowski Quartet – Secretly & Confidentially (1993, Koch Jazz)
- Zbigniew Namysłowski Quartet & Zakopane Highlanders Band – Zbigniew Namysłowski Quartet & Zakopane Highlanders Band (1996, Koch Jazz)
- Zbigniew Namysłowski – Dances (1997, Polonia Records)
- Zbigniew Namysłowski – 3 Nights (1998, Polonia Records)
- Wojtek Mrozek, Camerata Quartet, Namyslovski Jazz Quartet – Mozart In Jazz (1999, Koch Schwann)
- Zbigniew Namysłowski – Mozart Goes Jazz – Namysłowski w Trójce (1999, Jazz Forum Records)
- Zbigniew Namysłowski – Standards (2003, Quartet Publishing)
- Zbigniew Namysłowski – Assymetry (2006, Quartet Publishing)
- Zbigniew Namysłowski Quintet – Nice & Easy (2009, itm)
- Zbigniew Namysłowski Quintet – Polish Jazz – Yes! (2016, Polskie Nagrania Muza)

## Galeria

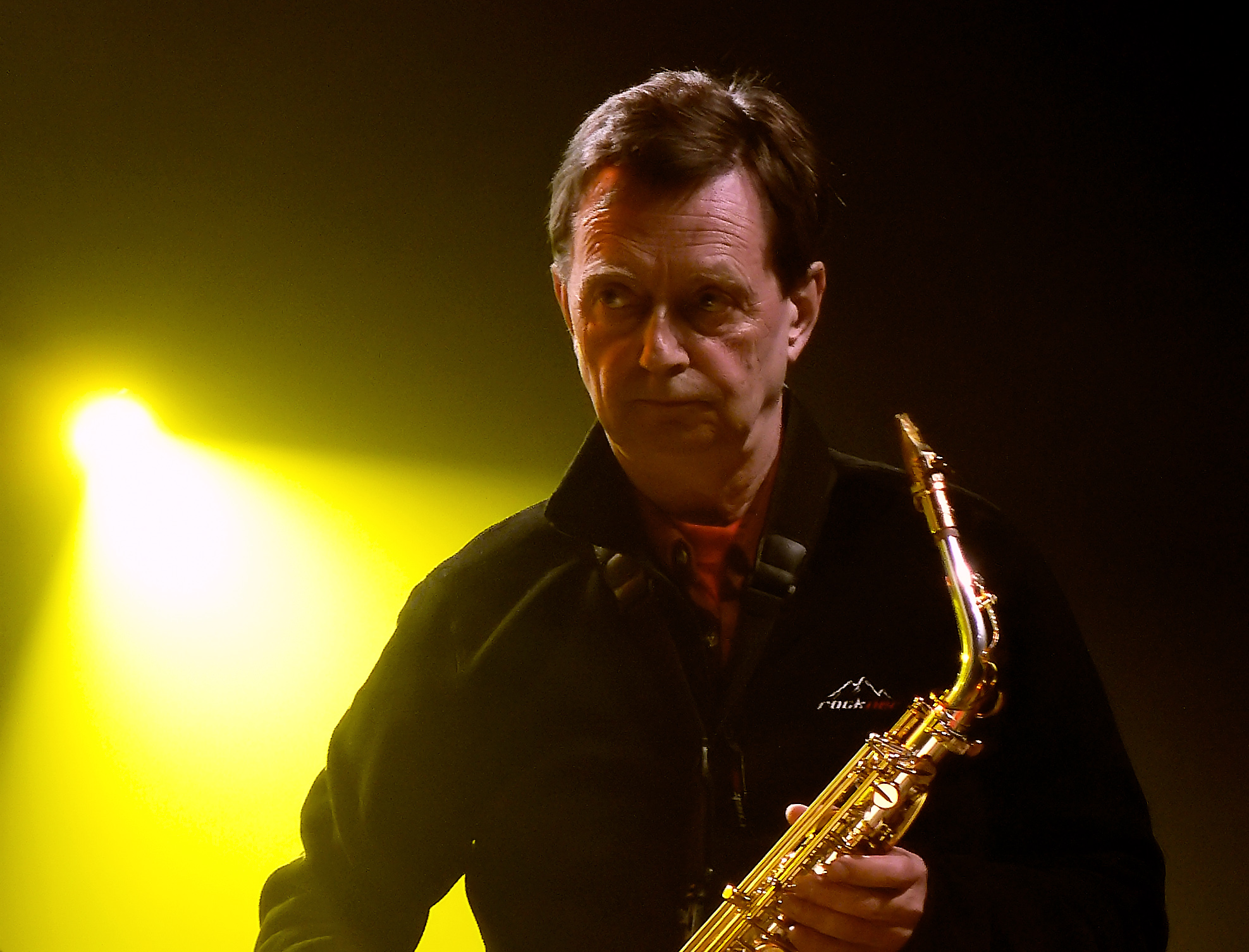
Rok 2007.
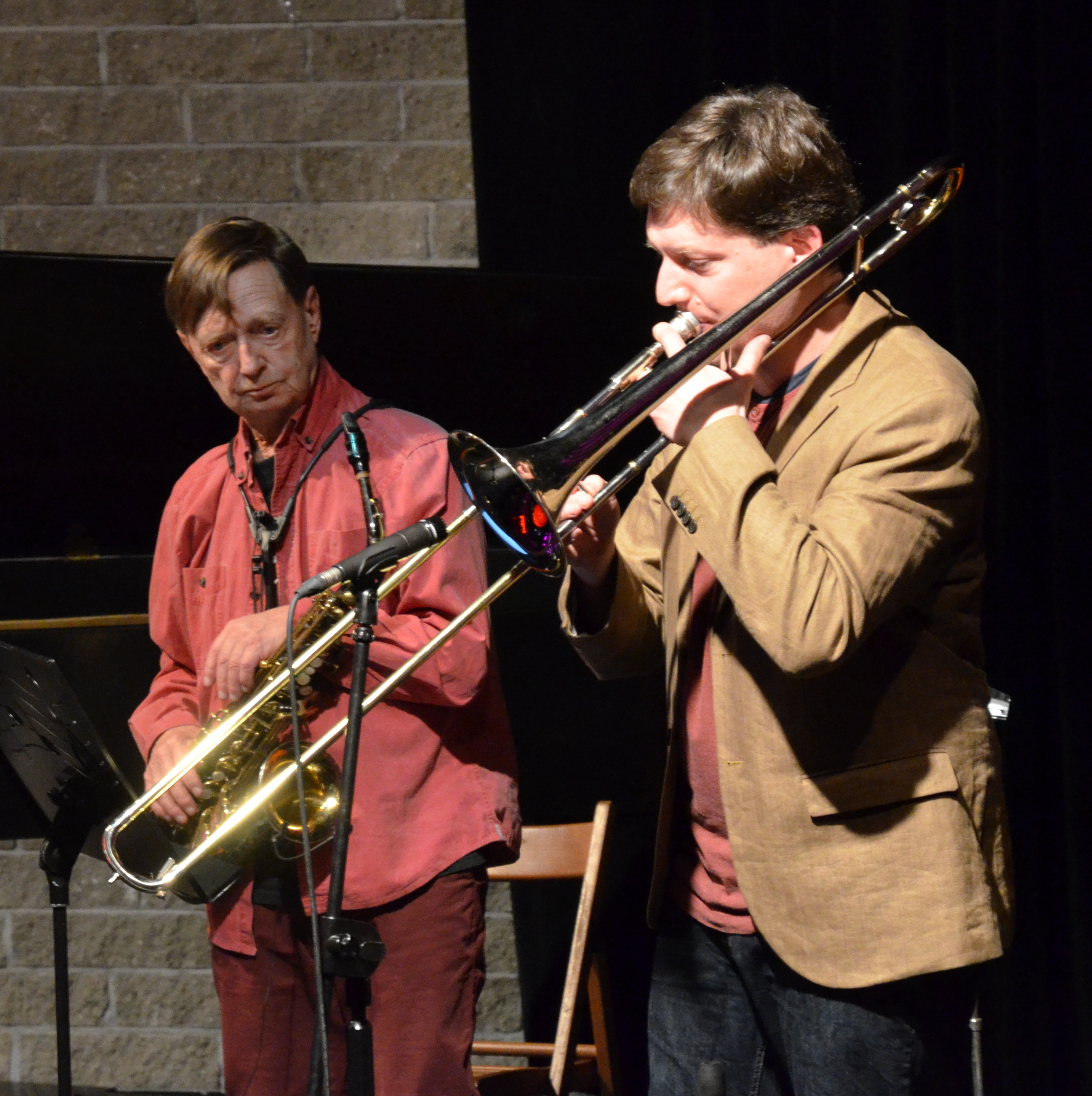
Zbigniew Namysłowski wraz z synem Jackiem, 2016 r.
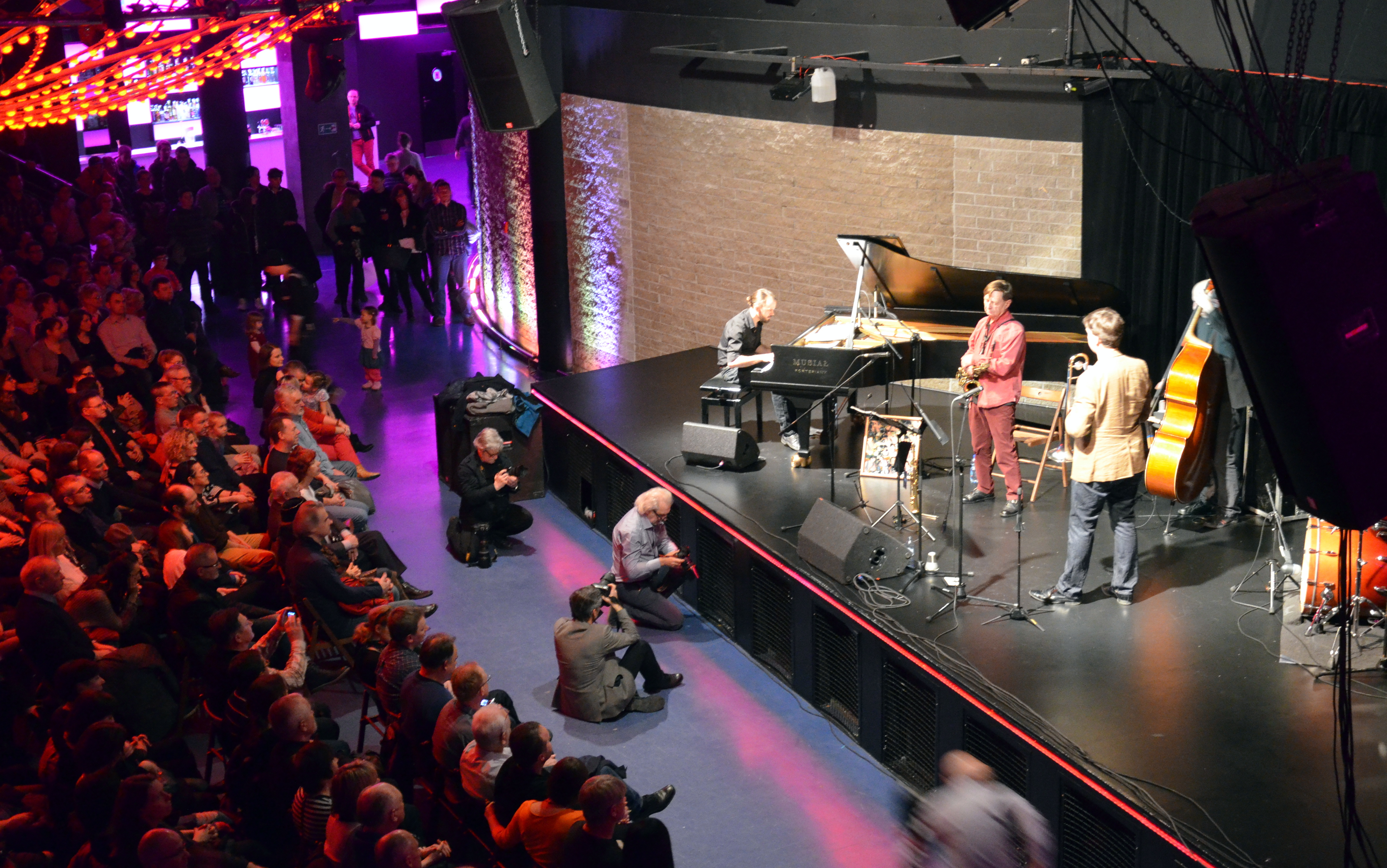
Koncert w klubie Klimat, marzec 2016 r.
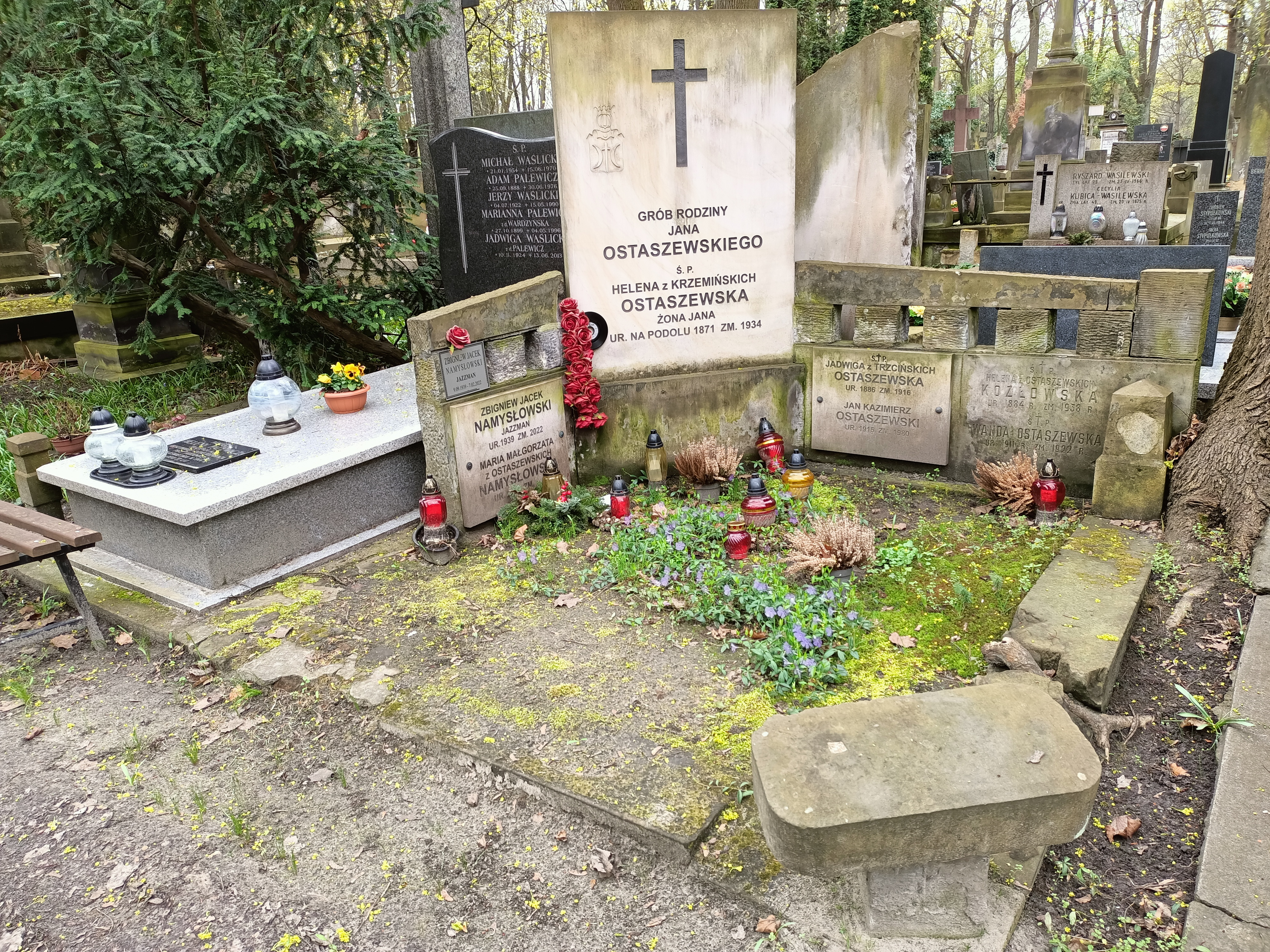
Nagrobek Zbigniewa Namysłowskiego na cmentarzu Powązkowskim

## Filmografia
| Tytuł             | Rok  | Rola        | Uwagi                                            | Źródło |
| ----------------- | ---- | ----------- | ------------------------------------------------ | ------ |
| „Gramy Standard!” | 1976 | jako on sam | film dokumentalny, reżyseria: Andrzej Wasylewski | [ 9 ]  |

| Tytuł         | Rok  | Rola        | Uwagi                                        | Źródło |
| ------------- | ---- | ----------- | -------------------------------------------- | ------ |
| „Namysłowski” | 1978 | jako on sam | film dokumentalny, reżyseria: Tomasz Lengren | [ 10 ] |

## Ordery i odznaczenia
- Krzyż Kawalerski Orderu Odrodzenia Polski (2003)[11]
- Złoty Krzyż Zasługi
- Złoty Medal „Zasłużony Kulturze Gloria Artis” (2007)[12]
- Odznaka honorowa „Zasłużony dla Kultury Polskiej”

Źródło:.

## Nagrody i wyróżnienia
| Rok  | Kategoria                   | Tytułem                                                  | Nagroda                                         | Nota      | Źródło |
| ---- | --------------------------- | -------------------------------------------------------- | ----------------------------------------------- | --------- | ------ |
| 1990 | n.d.                        | Zbigniew Namysłowski                                     | Nagroda Muzyczna Programu Trzeciego – „Mateusz” | Laur      | [ 13 ] |
| 1995 | Album roku – jazz           | Zbigniew Namysłowski Quartet & Zakopane Highlanders Band | Fryderyki 1995                                  | Laur      | [ 14 ] |
| 1997 | Najlepszy album jazzowy     | Dances                                                   | Fryderyki 1997                                  | Nominacja | [ 15 ] |
| 1997 | Jazzowy muzyk roku          | Zbigniew Namysłowski                                     | Fryderyki 1997                                  | Nominacja | [ 15 ] |
| 2003 | Jazzowy album roku          | Standards                                                | Fryderyki 2003                                  | Nominacja | [ 16 ] |
| 2003 | Jazzowy muzyk roku          | Zbigniew Namysłowski                                     | Fryderyki 2003                                  | Nominacja | [ 16 ] |
| 2006 | Jazzowy album roku          | Assymetry                                                | Fryderyki 2006                                  | Laur      | [ 17 ] |
| 2006 | Jazzowy muzyk roku          | Zbigniew Namysłowski                                     | Fryderyki 2006                                  | Laur      | [ 17 ] |
| 2008 | Jazzowy muzyk roku          | Zbigniew Namysłowski                                     | Fryderyki 2008                                  | Nominacja | [ 18 ] |
| 2014 | Saksofonista altowy roku    | Zbigniew Namysłowski                                     | „Jazz Top” – Plebiscyt „Jazz Forum”             | Laur      | [ 19 ] |
| 2014 | Saksofonista sopranowy roku | Zbigniew Namysłowski                                     | „Jazz Top” – Plebiscyt „Jazz Forum”             | Nominacja | [ 19 ] |
| 2015 | Saksofonista altowy roku    | Zbigniew Namysłowski                                     | „Jazz Top” – Plebiscyt „Jazz Forum”             | Laur      | [ 20 ] |
| 2015 | Saksofonista sopranowy roku | Zbigniew Namysłowski                                     | „Jazz Top” – Plebiscyt „Jazz Forum”             | Nominacja | [ 20 ] |
| 2015 | Kompozytor roku             | Zbigniew Namysłowski                                     | „Jazz Top” – Plebiscyt „Jazz Forum”             | Nominacja | [ 20 ] |